# In vitro

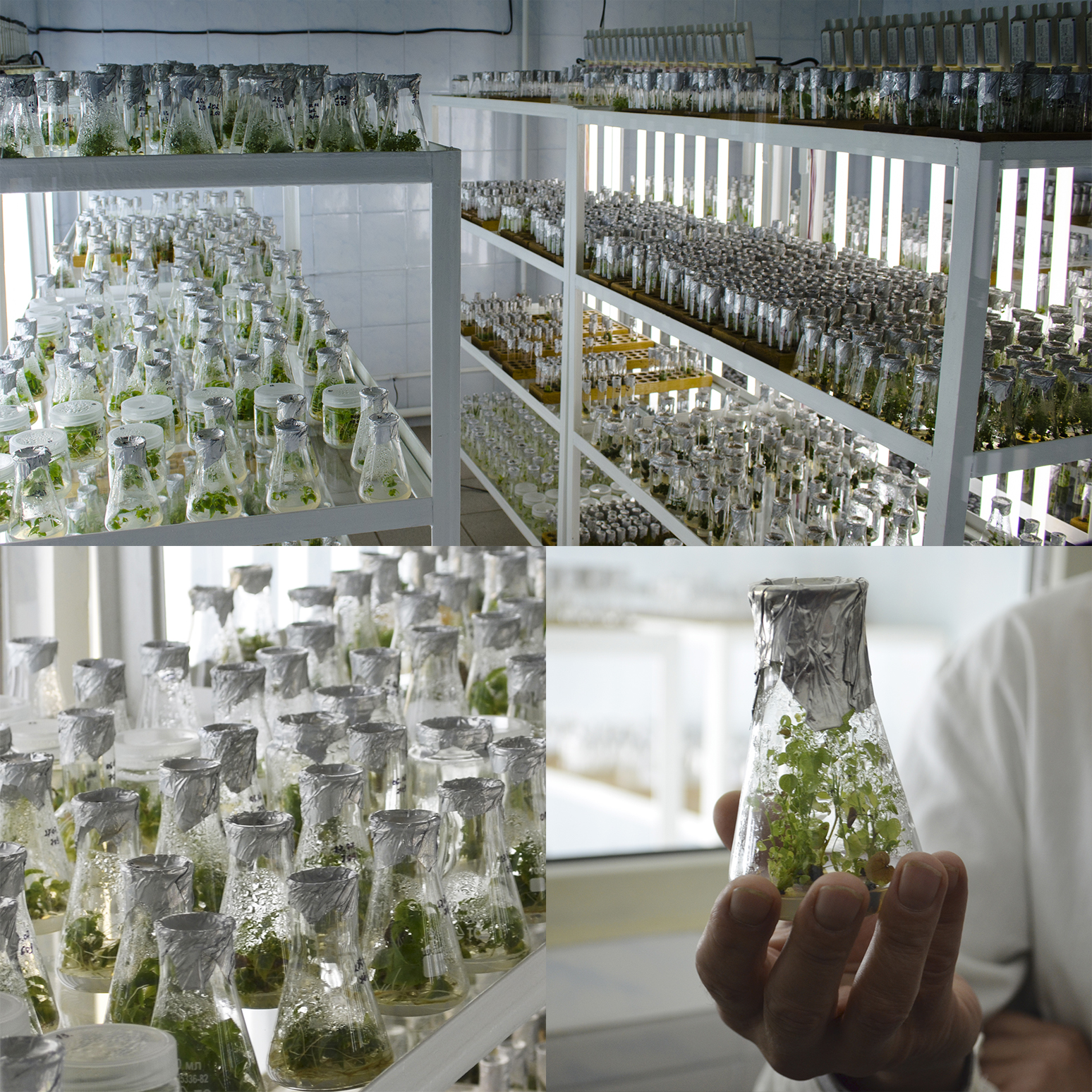
Лабораторія мікроклонального розмноження рослин in vitro в м.Умані

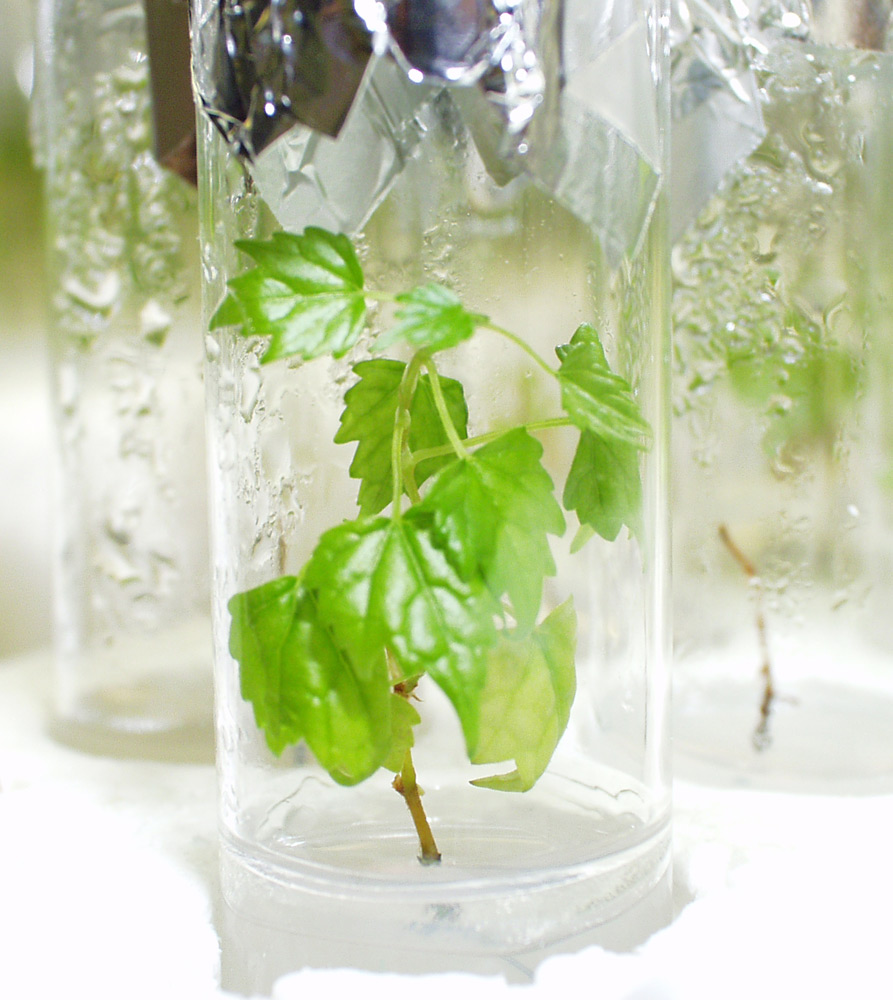
In vitro культура винограду

In vitro (лат. in vitro — «у склі») — це техніка виконання експерименту чи інших маніпуляцій у пробірці, або, більш загально, у контрольованому середовищі поза живим організмом. Добре відомим прикладом є один із способів лікування безпліддя — екстракорпоральне запліднення у пробірці (запліднення In vitro). Велика кількість експериментів у клітинній біології відбувається поза організмом та поза клітинами. Таким чином, ні умови експерименту, ні результати не відбивають усього того, що відбувається у живих клітинах чи усередині організму.

## In vitroдослідження
Цей тип досліджень допомагає описати ефекти, що не можуть бути постійними усередині організму. Такі експерименти дають можливість сфокусуватися на окремих органах, тканинах, клітинах, клітинних компонентах, білках, а також інших біомолекулах. Але умови експериментів зазвичай досить однотипні, із незначними відхиленнями. Це досить прості експерименти. Вони дають якесь уявлення про те, що відбувається у живих об'єктах, але самостійно малоінформативні. In vitro експерименти можуть бути добрим доповненням до In vivo чи In situ експериментів.
Велика кількість In vitro методів (які значно дешевші, ніж In vivo) сприяла тому, що у клітинній біології досить значна частина інформації, особливо на перших етапах досліджень, збирається саме за їхньою допомогою.

## Суперечки щодо застосування ШІ для відбору ембріонів
Сідні Харальд опублікував статтю про розвиток індустрії штучного запліднення в Австралії, що розвивається галопуючими темпами. В деяких з цих установ застосовують ШІ для прискорення та здешевлення процедури відбору ембріонів. Європейське Товариство Репродукції Людини та Ембріології вважає, що застосування ШІ буде доречним для відбору ембріонів певних груп чи категорій. 
Проте Доктор біоетики Джуліан Коплін занепокоєний застосуванням ШІ для відбору ембріонів, так як відсутні правила, за якими ШІ здійснює відбір, а також недостатню вивченість ШІ на предмет ненавмисної упередженості щодо відбору ембріонів з певними характеристиками, що може призвести надалі до дегуманізацїї процесів, які стосуються вибору людського життя та смерті.